# Florivka, Ciutove
Florivka (în ucraineană Флорівка) este un sat în comuna Vilnîțea din raionul Ciutove, regiunea Poltava, Ucraina.

## Demografie
Componența lingvistică a localității Florivka
     Ucraineană (99,2%)
     Alte limbi (0,8%)
Conform recensământului din 2001, majoritatea populației localității Florivka era vorbitoare de ucraineană (99,2%), existând în minoritate și vorbitori de alte limbi.